# Paperino e lo struzzo
Paperino e lo struzzo (Donald's Ostrich) è un film del 1937 diretto da Jack King. È un cortometraggio animato della serie Donald Duck, prodotto dalla Walt Disney Productions e uscito negli Stati Uniti il 10 dicembre 1937, distribuito dalla RKO Radio Pictures. Fu il terzo film della serie di corti Donald Duck, nonostante all'epoca fosse stato pubblicizzato come un cartone della serie Mickey Mouse. Fu il primo della serie a venire distribuito dalla RKO.

## Trama
Paperino sta lavorando come custode in una stazione ferroviaria ed è responsabile per il carico e lo scarico dei bagagli. Un treno passa dalla stazione e scarica una grossa pila di bagagli. Il papero scopre che una delle casse contiene uno struzzo vivo e, legato al collo dell'animale, trova un biglietto il quale dice che il suo nome è Ortensia e chiede di dargli da mangiare e da bere, dicendo inoltre che mangia di tutto. Lo struzzo si mette a mangiare diverse cose non commestibili che trova in stazione, finché non le viene il singhiozzo; Paperino cerca di curarla spaventandola, ma non ci riesce.
Quando poi Ortensia ingoia la radio del papero, il suo corpo inizia a reagire in base a ciò che stanno trasmettendo alla radio. Paperino si rende presto conto dell'accaduto, così afferra un paio di pinze per estrarre la radio dal corpo dello struzzo. Prima che possa farlo, la radio trasmette una gara automobilistica; di conseguenza Ortensia si mette a correre a tutta velocità e il papero non riesce a controllarla. Lo struzzo infine si schianta contro una porta; la radio esce, ma a Paperino viene il singhiozzo.

## Ortensia
Mentre Paperino e lo struzzo è stata la prima e unica apparizione animata di Ortensia lo struzzo, essa è poi apparsa nei fumetti come animale domestico di Paperino. La sua prima apparizione nei fumetti avvenne nella prima pubblicazione del Donald Duck Annual, nel 1938.

## Distribuzione

### Edizioni home video

#### VHS
Il cortometraggio è incluso, con il primo doppiaggio, nella VHS Disney Adventures edita nel 1988.

#### DVD
Il cortometraggio è incluso, con il ridoppiaggio, nel DVD Walt Disney Treasures: Semplicemente Paperino - Vol. 1.